# Veronica Ewers
Veronica Ewers (Moscow, 1º settembre 1994) è una ciclista su strada statunitense che gareggia per il team EF-Oatly-Cannondale. Attiva dal 2021 in formazioni UCI, nel 2022 si è classificata nona al Tour de France e nel 2023 quarta al Giro d'Italia.

## Carriera
Nativa dell'Idaho ma formatasi a Seattle, inizia la carriera ciclistica nel 2018 con il team Fount Cycling Guild; solo nel 2021 ottiene i primi risultati di rilievo, classificandosi terza nella prova in linea dei campionati nazionali Elite a Knoxville. A seguito di tale risultato, viene invitata dalla formazione californiana Tibco-Silicon Valley Bank a prendere parte alla Joe Martin Stage Race, gara internazionale di classe 2.2, tra le proprie file: Ewers conclude la prova al secondo posto assoluto dopo quattro podi in altrettante tappe, e a inizio settembre firma per il team un contratto valido fino a fine 2023. Nella prima gara europea con la nuova maglia, il Tour de l'Ardèche dall'8 al 14 settembre, si classifica al quinto posto assoluto; è poi anche al via della Parigi-Roubaix, che conclude fuori tempo massimo, del Women's Tour e del WWT Ronde van Drenthe.
Apre la stagione 2022 con la nuova maglia EF Education-Tibco-SVB (ex Tibco) in febbraio alla Setmana Valenciana-Volta Comunitat Valenciana. Il 1º maggio 2022 ottiene il primo successo UCI in carriera, imponendosi nella terza e ultima tappa del Festival Elsy Jacobs, prova che conclude al secondo posto della graduatoria generale. Prende quindi parte alle gare basche del mese di maggio: è seconda nell'Emakumeen Nafarroako Classics, vincitrice in solitaria della Navarra Classics, decima al Giro dei Paesi Baschi e seconda alla Durango-Durango Emakumeen Saria. Nel prosieguo di stagione si piazza ottava al Women's Tour e, soprattutto, nona nella prima edizione del rinnovato Tour de France femminile: in quella Grande Boucle coglie il quarto posto nella frazione di Bar-sur-Aube, caratterizzata da tratti di strada bianca, e il settimo in quella conclusiva sulla Super Planche des Belles Filles.

## Palmarès
- 2022 (EF Education-Tibco-SVB, due vittorie)

2ª tappa Festival Elsy Jacobs (Garnich > Garnich)
Navarra Women's Elite Classics

## Piazzamenti

### Grandi Giri
- Giro d'Italia

2023: 4ª
- Tour de France

2022: 9ª
2023: non partita (7ª tappa)
- Vuelta a España

2023: 17ª
2024: 46ª

### Classiche
- Giro delle Fiandre

2022: 44ª
- Parigi-Roubaix

2021: fuori tempo
- Liegi-Bastogne-Liegi

2023: 27ª
2024: ritirata

### Competizioni mondiali
- Campionati del mondo

Wollongong 2022 - In linea Elite: 23ª